# Hauptpost (Leipzig)

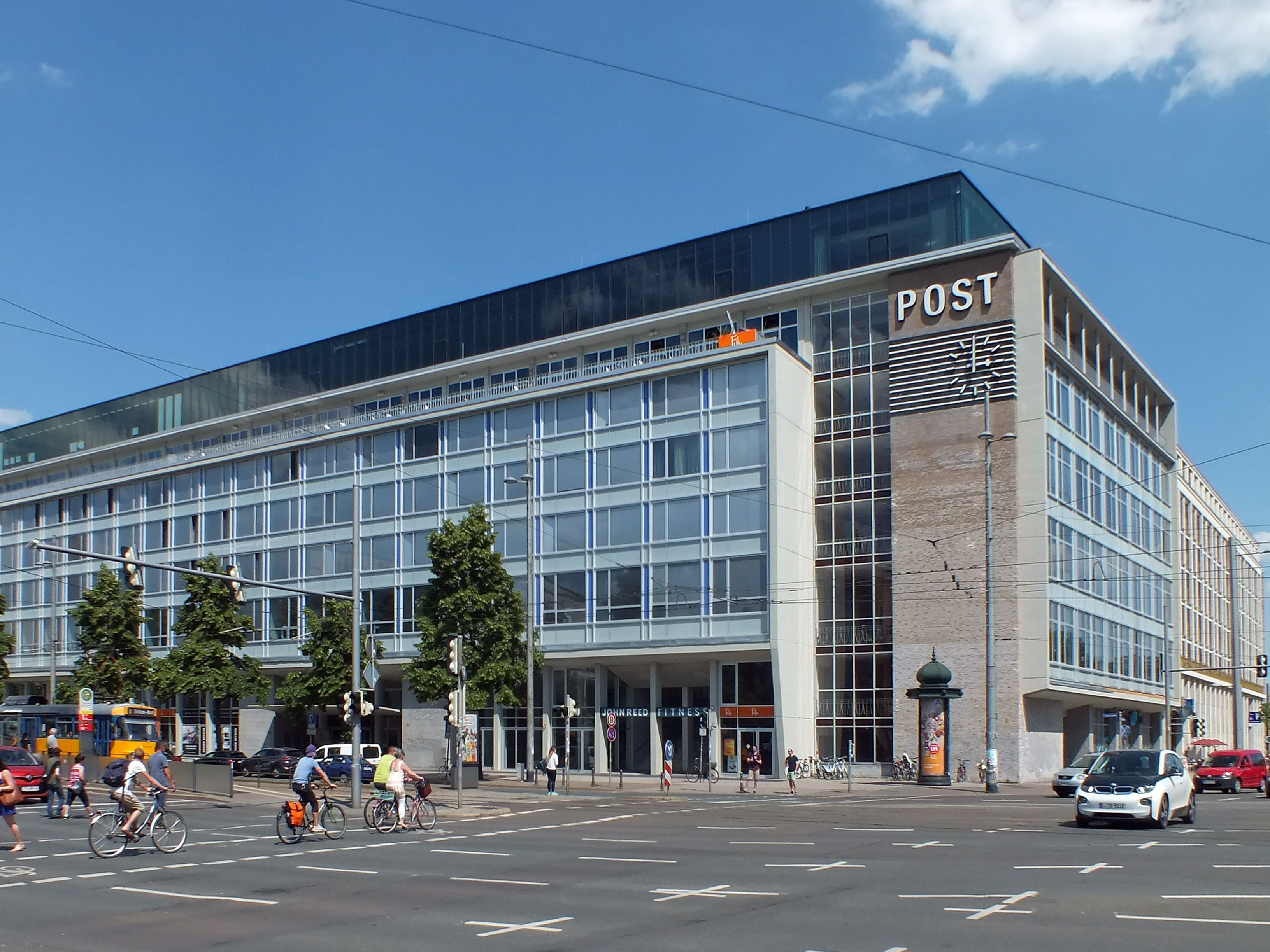
Gebäude der ehemaligen Hauptpost nach der Rekonstruktion (2019)

Als Hauptpost wird in Leipzig das 1961 bis 1964 errichtete, 110 Meter lange Gebäude auf dem Eckgrundstück Augustusplatz / Grimmaischer Steinweg (am Innenstadtring) bezeichnet. Ursprünglich waren in dem Gebäude das Postamt Nr. 1 bzw. Hauptpostamt C 1 sowie die Oberpostdirektion Leipzig untergebracht. Der Neubau der Deutschen Post aus dem Jahr 1964 steht als Bauwerk der Sozialistischen Moderne unter Denkmalschutz. Nach einem Leerstand ab 2011 begann 2016 durch einen neuen Eigentümer die Rekonstruktion und Erweiterung des Gebäudes mit dem Ziel einer multifunktionalen Nutzung unter dem Namen Das lebendige Haus.

## Funktion und Architektur

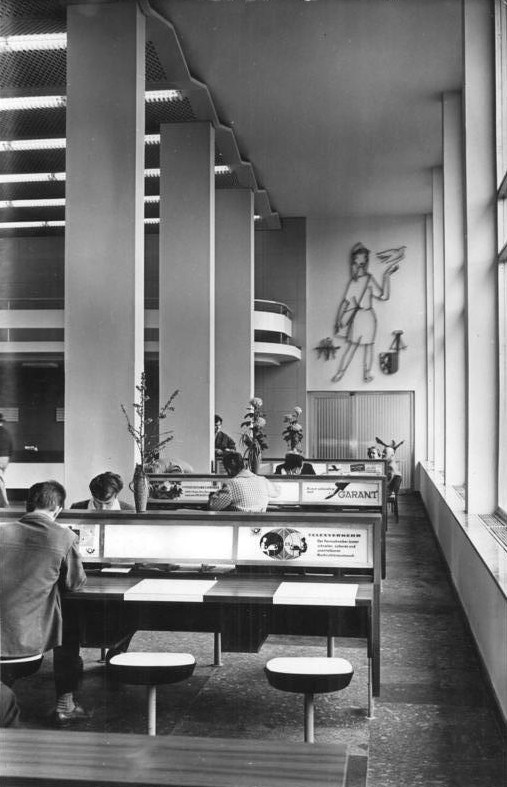
Blick in die Briefschalterhalle (1964)

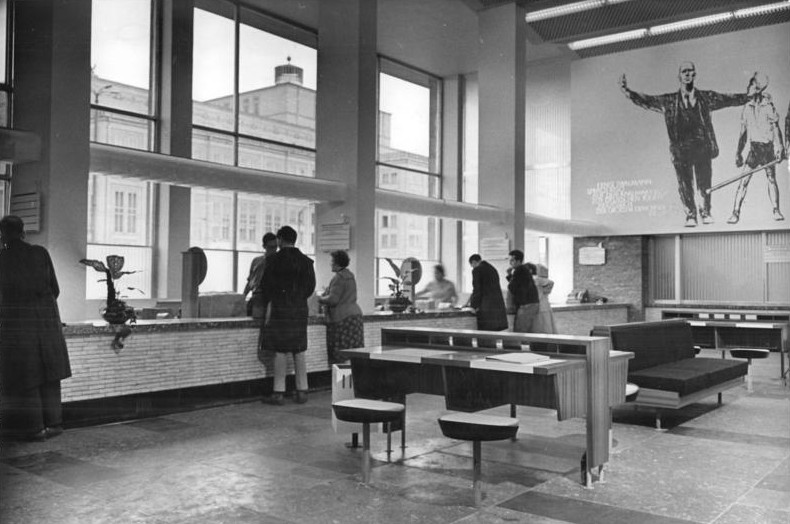
Die Paketschalterhalle mit dem Thälmann-Bild (1964)

Das Haus hatte zu Zeiten der DDR gleichzeitig Funktionen eines zentral gelegenen Postamts und als Fernmelde- und Telegrafenamt (in den Nebengebäuden) und beherbergte auch bis zur „Wende“ die Postdirektion für den Bezirk Leipzig.
Der 1926 an der Südstraße für die Oberpostdirektion Leipzig errichtete Neubau (heute Lipsius-Bau der HTWK, Karl-Liebknecht-Straße 145) wurde ab 1952 mit der Auflösung des Landes Sachsen und der Neugliederung der DDR in Bezirke durch den Rat des Bezirkes Leipzig genutzt. Damit war ein dringender Bedarf für einen Neubau der Post gegeben, zumal das alte Hauptpostamt im Zweiten Weltkrieg zerstört worden war.
Mit der Projektierung wurde 1959 begonnen. Der Entwurf des von 1961 bis 1964 errichteten, 110 Meter langen Stahlbetonbaus stammte von Kurt Nowotny (1908–1984), dem Chefarchitekten im Ministerium für Post- und Fernmeldewesen. Aufgrund der langen Bauzeit von 43 Monaten erreichten die Baukosten die damals beachtliche Summe von ca. 15,5 Millionen DDR-Mark. Dass der Kostenrahmen erheblich gesprengt wurde, lag auch an der für DDR-Verhältnisse hochwertigen technischen Ausstattung und Inneneinrichtung.
Gestalterisch und funktional war die Hauptpost zur Entstehungszeit international auf der Höhe der Zeit. Der quaderförmige, siebengeschossige Stahlskelettbau mit vorgesetztem sechsgeschossigem Fassadenteil ist aus Sichtbeton, Glas und Aluminium (Vorhangfassade) errichtet. Dazu gehört noch ein kurzer Seitenflügel am Grimmaischen Steinweg, der die Baulücke zum Fernmeldeamt schloss. Rechts oben an der Fassade war eine weithin sichtbare (analoge) Uhr im Stil der Zeit angebracht, die in den 1990er Jahren demontiert wurde. Der Sockel der Hauptfront zum Augustusplatz und zur Stirnseite am Grimmaischen Steinweg ist mit grauem Naturstein in Riemchenform verkleidet. Die Inneneinrichtung der Schalterhallen hatte Natursteinplatten als Fußböden, Schalter und Möbel aus kirschfarbenen Hölzern sowie Decken aus schallschluckenden Elementen. Die kleine Paketschalterhalle zierte ein von Bert Heller (1912–1970) geschaffenes Wandbild, das Ernst Thälmann (1886–1944) bei seiner Rede auf dem Augustusplatz im Jahr 1930 zeigt. Dieses Bild wurde später überstrichen.
Insgesamt vermitteln Baukörper und Fassade den Eindruck einer klaren und maßvollen Architektur, die sich noch heute gut in die Bebauung des Platzes einfügt.

## Geschichte

### Vorläufer

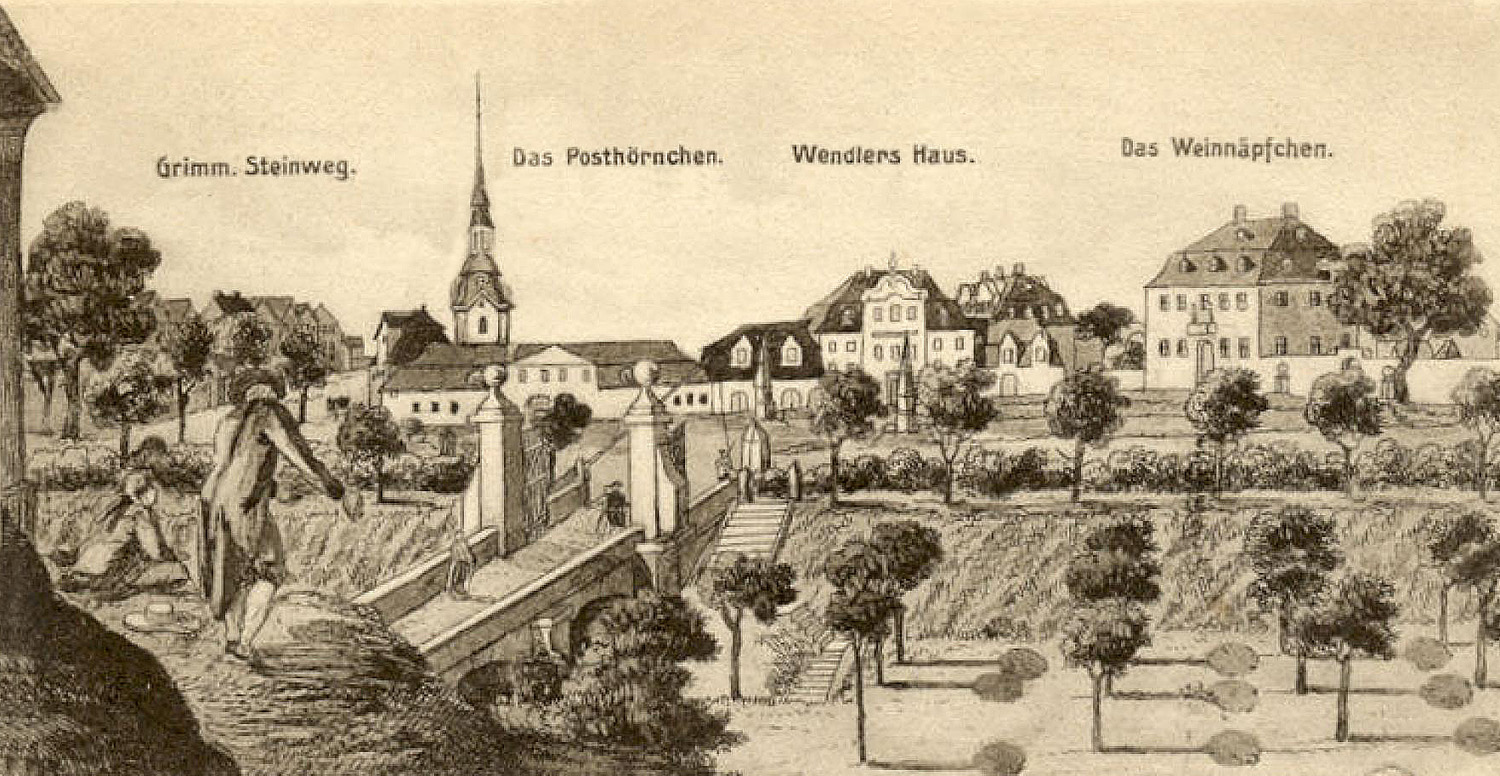
Das „Posthörnchen“ (Poststall) am „Platz vor dem Grimmaischen Thore“, Ecke Grimmaischer Steinweg (1785)

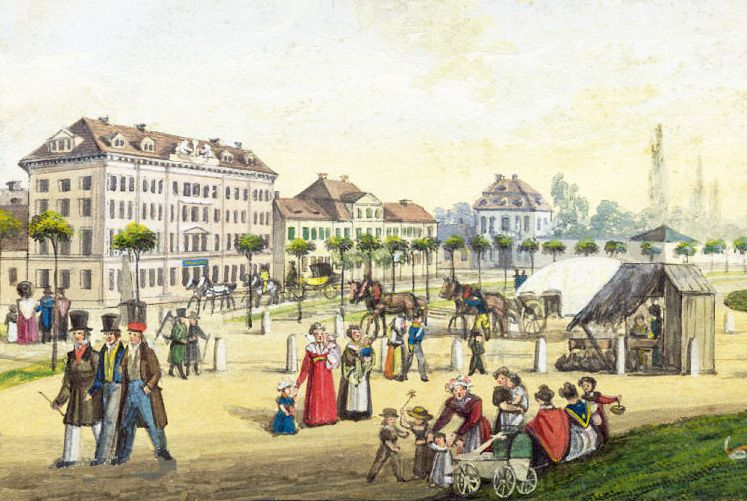
Der Alte Poststall (links) am Augustusplatz (1825)

Schon um 1700 hatte in unmittelbarer Nachbarschaft des späteren Postgebäudes auf dem „Platz vor dem Grimmaischen Thore“ – nämlich auf der Süd- statt auf der Nordseite des Grimmaischen Steinwegs – der „Poststall“ bestanden, auch „Posthörnchen“ genannt. Nicht zu verwechseln mit dem Gasthof „Das Goldene Posthorn“ am ehemaligen Königsplatz (heute Wilhelm-Leuschner-Platz), der oft auch mit Posthörnchen bezeichnet wurde. Der Poststall war eine Poststation zum Pferdewechsel für die fahrende und reitende Post, in späteren Zeiten auch mit Gasthof. Hier war der Ausgangs- und Endpunkt der Postkurse nach Dresden, Grimma und Wurzen. Von dieser Stelle ging auch die Post nach Freiberg via Colditz und Nossen ab. Der längste Postkurs führte bereits 1694 über die Städte Großenhain und Königsbrück nach Breslau. Die Gebäude für die Abfertigung von Brief- und Paketpost befanden sich zunächst in der Leipziger Altstadt: Zuerst ab 1590 als Leipziger Ratspost und von 1661 bis 1712 als kursächsisches Postamt in der Alten Waage am Markt, später von 1712 bis 1839 im Amtshaus an der Ecke Thomaskirchhof / Klostergasse gegenüber der Thomaskirche.
Bis zur Errichtung der Neuen Post 1838 bestand der Alte Poststall weiter. Er war inzwischen aufgestockt worden und hatte ein klassizistisches Erscheinungsbild. Nach seinen Abriss entstand an dessen Stelle Teubners Haus, Sitz des B. G. Teubner Verlags.

### Neues Postgebäude von 1838

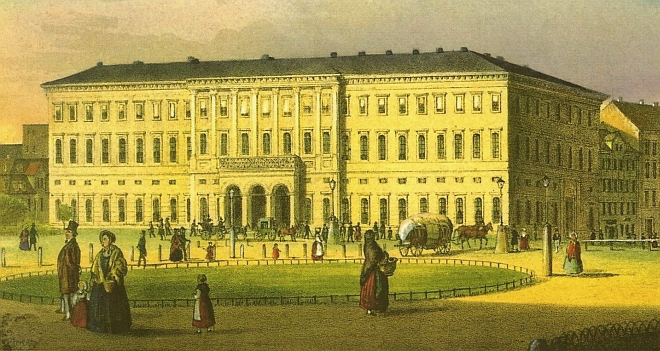
Das Neue Postgebäude von Albert Geutebrück (um 1840)

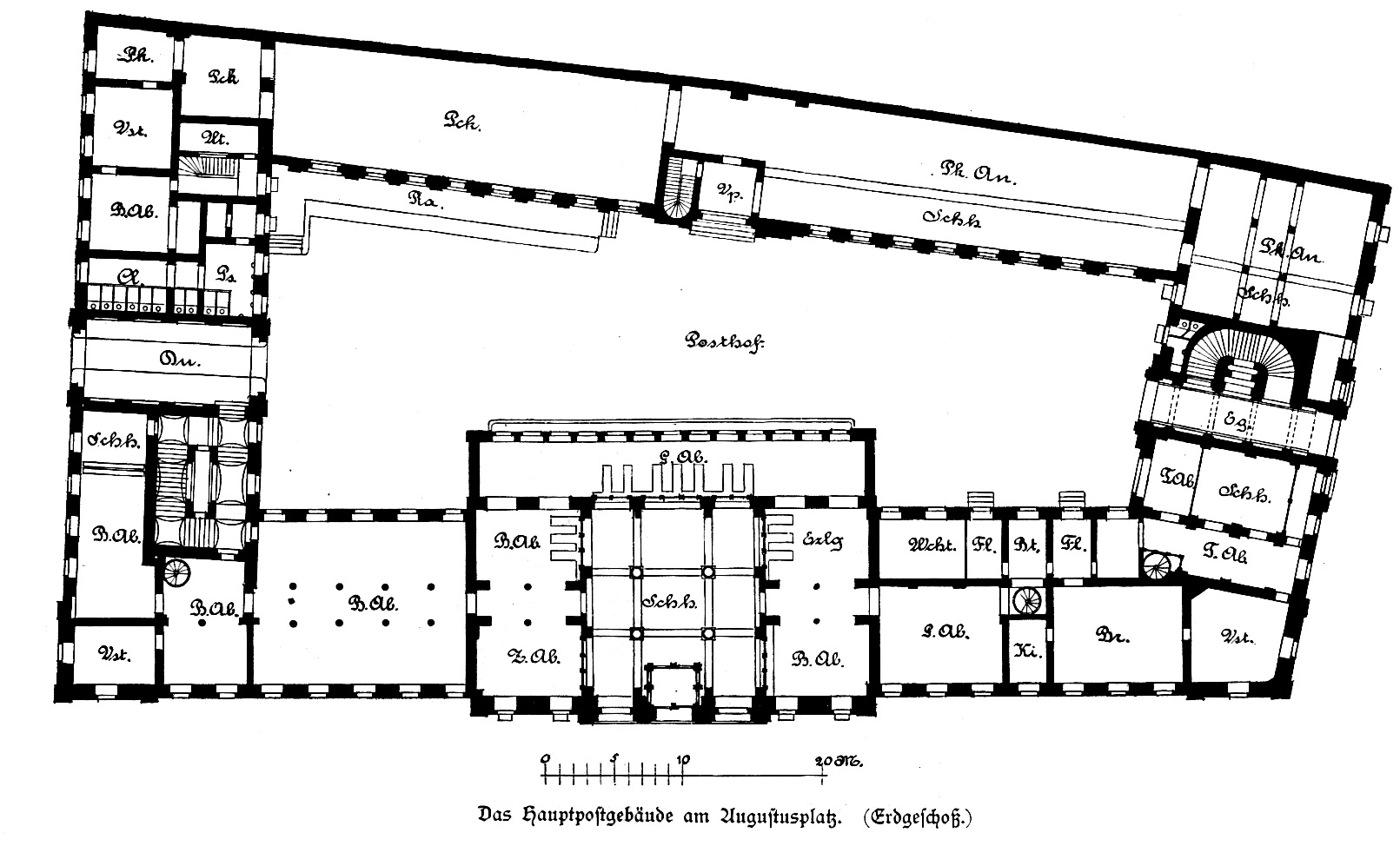
Grundriss des Erdgeschosses (1892)

Von 1836 bis 1838 wurde am heutigen Augustusplatz an der nördlichen Ecke des Grimmaischen Steinwegs das von Albert Geutebrück (1801–1868) entworfene Neue Postgebäude errichtet. Die Erstentwürfe dazu stammten von dem Dresdner Architekten Woldemar Hermann (1807–1878), der diese 1835 für den Leipziger Buchhändler Wilhelm Ambrosius Barth (1790–1851) kostenfrei erstellte. Dieser wiederum reichte sie beim Ministerium ein und überließ sie ohne Abstimmung mit Hermann dem Stadtbaudirektor Geutebrück zur Realisierung.
Zuvor befand sich an dieser Stelle bis 1835 der Gasthof „Zum weißen Schwan“. Dieser und einige kleinere Häuser wurden beim Bau des 87 Meter langen klassizistischen Gebäudes der Oberpostdirektion Leipzig abgerissen, dessen Hauptfront zum Augustusplatz ausgerichtet war. Der dreistöckige Bau mit einem Halbgeschoss über dem Erdgeschoss hatte zwei unterschiedlich lange Seitenflügel von etwa 28 Metern am Grimmaischen Steinweg und 54 Metern an der früheren Poststraße, die später bei der Errichtung des DDR-Neubaus von 1964 überbaut wurde. Das Postgebäude war bis 1867 Sitz der wichtigsten Oberpostdirektion des Königreichs Sachsen.
Nach dem verlorenen preußisch-österreichischen Krieg als Bundesgenosse Österreichs wurde Sachsens wichtigste Postbehörde 1867 auf Druck Preußens eine untergeordnete Oberpostdirektion des Norddeutschen Bundes und nach der Reichsgründung 1871 der Kaiserlichen Deutschen Post (Reichspost). Das Bauwerk wurde in den Jahren 1881 bis 1884 nach Entwürfen von August Kind (Architekt in der Bauverwaltung beim Reichspostamt in Berlin) unter der Leitung des Architekten Ludwig Bettcher (1846–1912) unter Mitarbeit des jungen Architekten Paul Richter im Stil der Neorenaissance umgebaut. Es erfuhr dabei Veränderungen am Gesims und eine zeitgemäße Hervorhebung des Hauptportals bzw. des Mittelrisalits in Form von aufgesetzten Säulen, Dreiecksgiebel und Tympanon. Das ursprünglich schlichte Dachgeschoss wurde zu einer repräsentativen Attika umgewandelt.

Die Statue der Telegraphie
Die Statue der Post, beide um 1900

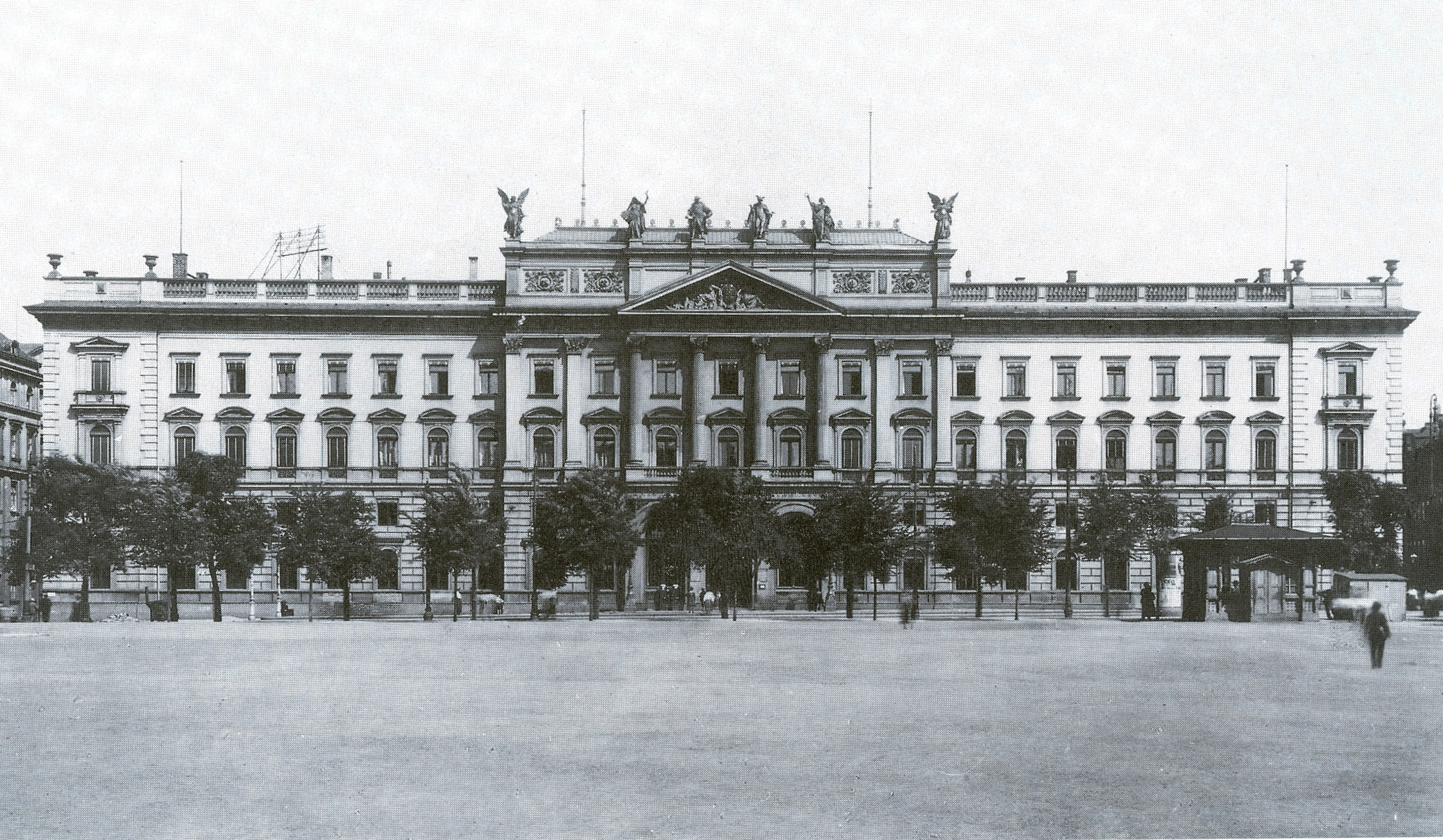
Hauptpost nach dem Umbau von 1881–1884 (um 1900)

Unter den sechs allegorischen Figuren von Joseph Kaffsack (1850–1890) auf der Attika über dem Mittelrisalit war auch eine mit Flügeln, die die damals modernste Form der Nachrichtenübertragung, die Telegrafie, darstellte. Ihr gegenüber war die zweite ebenfalls geflügelte Figur angeordnet, die die Briefpost verkörperte. Die anderen vier (flügellosen) Figuren dazwischen symbolisierten Handel, Kunst, Wissenschaft und Gewerbe. Mit dieser Figurenanordnung sollte wohl die Rolle einer schnellen Nachrichtenübertragung deutlich gemacht werden.

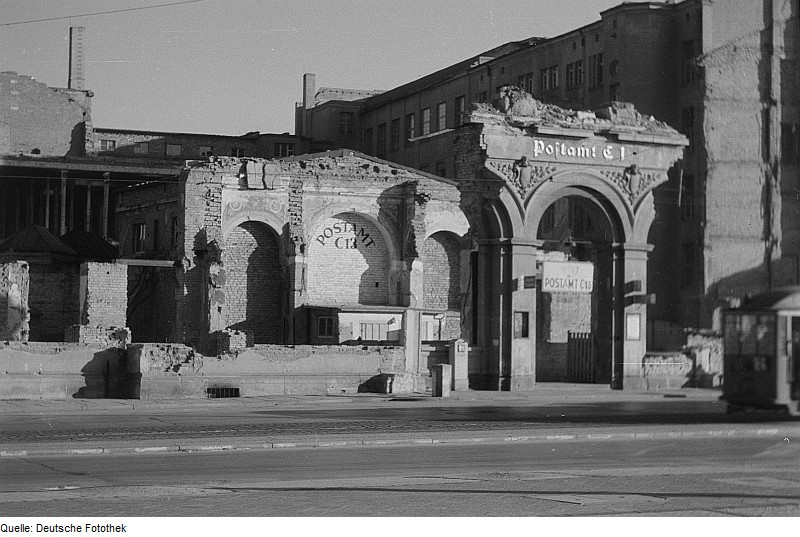
Ruine der Hauptpost, Ansicht vom Karl-Marx-Platz (1948)

Auch nach 1919 war die Oberpostdirektion Leipzig im Gebäude untergebracht, bis sie 1926 in den Neubau in der Südstraße umzog. Danach übernahm das Postgebäude am Augustusplatz immer mehr die Funktion eines Hauptpostamtes, bis es bei dem Luftangriff am 4. Dezember 1943 vollkommen zerstört wurde. Bis Kriegsende wurden die Funktionen behelfsweise in andere Postämter verlagert oder Notmaßnahmen ergriffen, um den Postverkehr aufrechtzuerhalten. So wurde im Reichsgerichtsgebäude ein Briefverteilzentrum installiert und 1944 im sogenannten Kosmos-Messehaus an der Gottschedstraße ein Ausweichquartier für das Hauptpostamt geschaffen. 1950/1951 wurde das Fernmeldeamt hinter der Hauptpost neu errichtet.

### Hauptpost von 1964

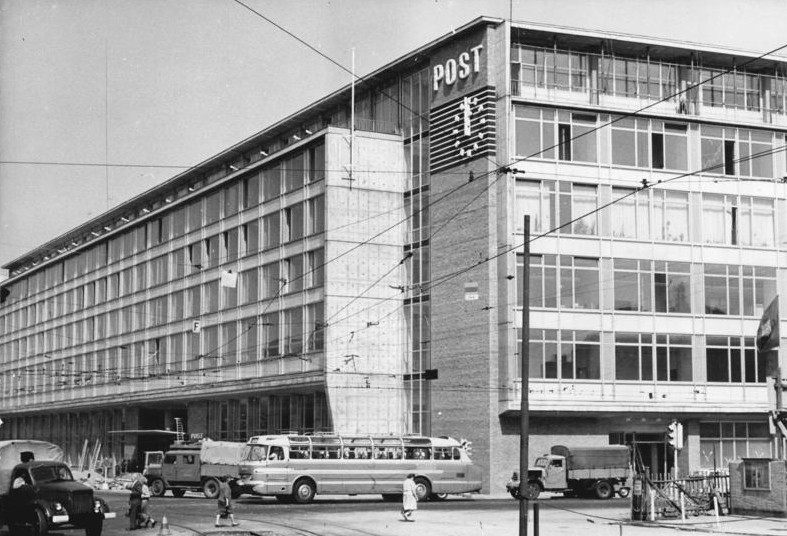
Hauptpost am Karl-Marx-Platz (1964)

Die heutige Hauptpost am Augustusplatz entstand erst 1964. Wie in allen größeren Postämtern der DDR befanden sich auch hier gesonderte Räume der Abteilung „M“ (Postkontrolle) des Ministeriums für Staatssicherheit (MfS, „Stasi“) zur Überwachung der Brief- und Paketpost. Das MfS hatte außerdem Abhöranlagen im angeschlossenen Fernmeldeamt installiert.
Seit 1990 verlor die Hauptpost nach und nach ihre frühere Bedeutung. Ursache dafür war die in der ersten Hälfte der 1990er Jahre vollzogene Privatisierung und Aufspaltung des Staatsunternehmens Deutsche Bundespost in drei Teile: Deutsche Post AG, Deutsche Telekom AG und Postbank. Die Telekom baute 1992 unweit der Hauptpost am Grimmaischen Steinweg (an der Ecke zur Querstraße) ein neues Verwaltungsgebäude für ihre Leipziger Niederlassung. In Radefeld, Landkreis Nordsachsen, entstand 1996 ein neues Postverteilungszentrum der Deutschen Post, und die Postbank nahm Quartier in einem Neubau an der Rohrteichstraße. Damit war das Gebäude der Hauptpost weitgehend funktionslos geworden. Bis zum Juli 2011 wurde noch der Betrieb in der großen Schalterhalle aufrechterhalten.

### Umnutzung nach der Schließung 2011

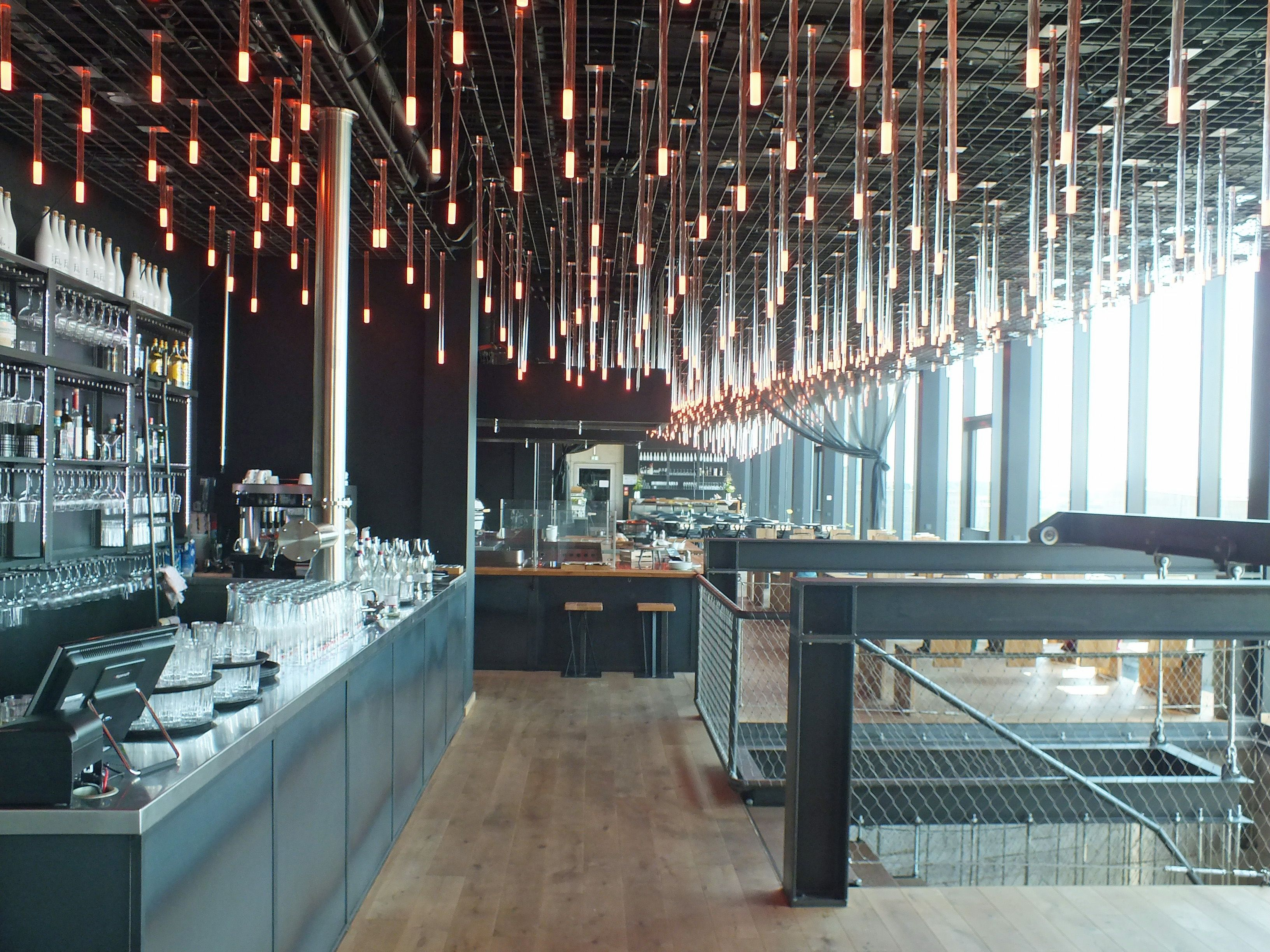
Restaurant „Felix“ im 7. Obergeschoss der ehemaligen Hauptpost

Seit der Schließung war das leerstehende Haus zwischenzeitlich zur Location und Kulisse für TV-Produktionen und allerlei Spektakel wie Halloween-Partys geworden. Ende 2015 wurde mit dem Abriss des benachbarten, nicht unter Denkmalschutz stehenden ehemaligen Telegrafenamtes begonnen. Im Zuge der 2016 begonnenen Rekonstruktionsarbeiten wurde in der kleinen Paketschalterhalle das Thälmann-Wandbild freigelegt. Es wird restauriert und soll in Absprache mit den Denkmalschutzbehörden sichtbar bleiben.
Die bis Mitte 2018 geplante denkmalgerechte Sanierung des Hauses mit vielfältiger Nutzung verzögerte sich und solle nunmehr im September 2019 beendet sein. Im November und Dezember 2018 eröffneten im südlichen Flügel bereits ein Edeka-Markt, das Hotel Motel One Leipzig-Post mit 300 Zimmern sowie das Design Offices Leipzig Post auf 6000 m² mit Büros, Coworking Space und Eventflächen.
Das Haus soll nach Abschluss der Renovierung unter dem Namen „Lebendiges Haus“ umfassen: 480 Serviceapartments, ein Konferenzzentrum, Restaurants, ein Pflegeheim, einen Musik-Fitness-Club, eine Niederlassung von PricewaterhouseCoopers, Büros, einen Supermarkt, eine Autovermietung und eine Tiefgarage mit 366 Stellplätzen.